# Kazincbarcika
Kazincbarcika es una ciudad (en húngaro: "város") en el condado de Borsod-Abaúj-Zemplén, en Hungría. Es la tercera ciudad más poblada del condado, tras Miskolc (capital del condado) y Ózd. 

## Ciudades hermanadas
- Burgkirchen (Alemania)
- Dimitrovgrad (Bulgaria)
- Knurów (Polonia)
- Świdnica (Polonia)
- Revúca (Eslovaquia)
- Sânnicolau Mare (Rumanía)
- Tiáchiv (Ucrania)